# Beaumont-le-Hareng
Beaumont-le-Hareng – miejscowość i gmina we Francji, w regionie Normandia, w departamencie Sekwana Nadmorska.
Według danych na rok 1990 gminę zamieszkiwały 192 osoby, a gęstość zaludnienia wynosiła 33 osoby/km² (wśród 1421 gmin Górnej Normandii Beaumont-le-Hareng plasuje się na 709. miejscu pod względem liczby ludności, natomiast pod względem powierzchni na miejscu 624.).